# Mostindien-Express

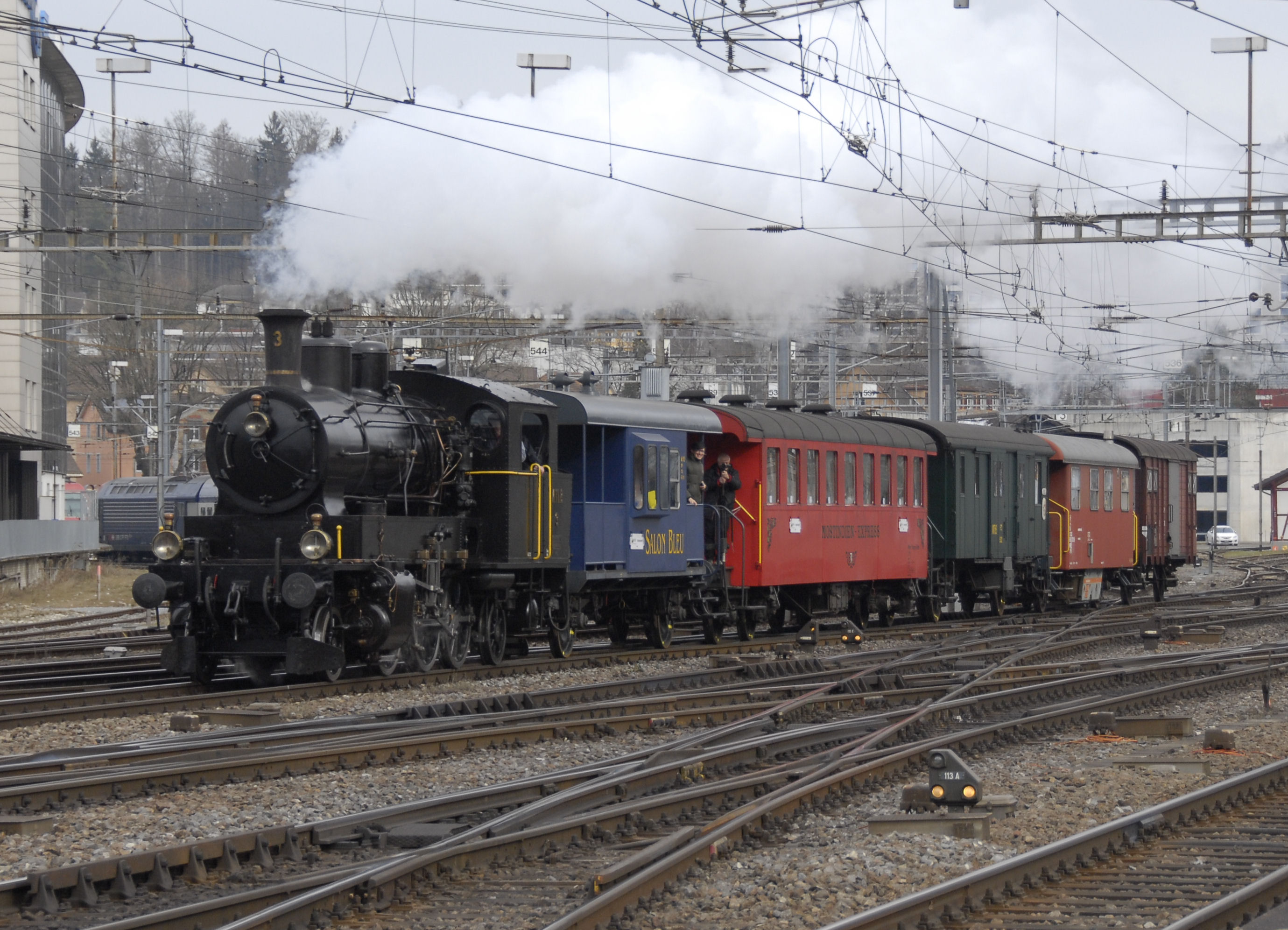
«Mostindien-Express» mit MThB Ec 3/5 Nr. 3 als Ausflugszug des Vereins «Historische Mittel-Thurgau-Bahn» unterwegs am 22. Februar 2015 im Bahnhof Winterthur

Der Mostindien-Express ist ein in der Ostschweiz seit den 1980er-Jahren existierender Ausflugs- und Gesellschaftszug, den die ehemalige Mittel-Thurgau-Bahn (MThB) aus ihrem noch verbliebenen historischen Rollmaterial geschaffen hat und der seit 2003 nach der Liquidation der MThB durch den Verein Historische Mittel-Thurgau-Bahn unterhalten und für nostalgische Ausflugs- und Charterfahrten in der Ostschweiz betrieben wird.

## Die heutige Komposition
Der Verein Historische Mittel-Thurgau-Bahn betreibt heute den in der Ostschweiz unter diesem Namen bekannten Nostalgie- und Gesellschaftszug, in der Regel bestehend aus der Dampflokomotive MThB Ec 3/5 Nr. 3 (Baujahr 1912, SLM), dem Salonwagen C 111 (1907, SWS, Umbau 1946) und dem historischen Gepäck- und Postwagen FZ 502 (Baujahr 1911, SWS) der einstigen Mittel-Thurgau-Bahn (MThB), ergänzt um den «Salon bleu» («Sputnik» Asi 152, 1965, exBLS). Wahlweise oder aus betrieblichen Gründen kommt auch der MThB-Dieseltraktor Em 2/2 Nr. 41 («Ernst Stadler») oder wie schon zu Zeiten der einstigen Mittel-Thurgau-Bahn das als «Halbschuh» bzw. auch als «Bügeleisen» bezeichnete Triebfahrzeug, die MThB-Ee 3/3 Nr. 16318 (Baujahr 1928, exSBB), zum Einsatz.
Je nach Bedarf rollt seit 2012 auch ein «Speisewagen» mit: Im 1901 erbauten Rottenwagen WR2i 301 (exBLS) kocht das Gastroteam des Vereins für den ganzen Zug, und es wird auch die Lokomotiv- und Zugsmannschaft unterwegs verpflegt. Ein Güterwagen vom Typ K3 dient dem Transport von Material für den Betrieb der Dampflokomotive auf der Strecke.

## Ursprünge und Entwicklung
Der «Mostindien-Express» wurde 1981 von der Mittel-Thurgau-Bahn aus ihren noch vorhandenen historischen Fahrzeugen geschaffen und am Schluss durch das Reisebüro Mittelthurgau vermarktet. Der Name leitet sich von der Bezeichnung «Mostindien» für den Ostschweizer Kanton Thurgau, dem eigentlichen Einzugsgebiet der MThB, ab. Die Ergänzung des Zuges um einen Güterzugsbegleitwagen («Sputnik») war geplant, wurde aber nicht mehr bzw. erst durch den Verein mittels des Asi 152 (exBLS) in der Funktion eines Salonwagens mit Aussichtsplattform realisiert. Die damalige Komposition wurde bald nur noch mit der Ee 3/3 16318 oder gemieteten SBB-Loks geführt, nachdem die Ec 3/5 Nr. 3 im Jahr 1985 einen Kesselschaden erlitten hatte. Die Mittel-Thurgau-Bahn entschied sich dann aber in den 1990er-Jahren mit der Öffnung der Ostgrenzen für eine Revision der Lok in Polen (Pila), so dass sie ab 1993 wieder zur Verfügung stand. Allerdings war dem neuen Kessel keine lange Lebensdauer beschieden. Die Lok gelangte dennoch mietsweise zum DVZO (Dampfbahn-Verein Zürcher Oberland), wo sie unter den nötigen Vorsichtsmassnahmen am Leben erhalten wurde. Durch eine beispiellose Spendenaktion nach der Liquidierung der MThB gelangte die Dampflokomotive sodann 2003 wieder in die Ostschweiz. 2007 erhielt sie einen neuen Kessel in České Velenice (Tschechien) und ist seither ohne nennenswerte Probleme im Einsatz.

## Eigentümer
Die Triebfahrzeuge des «Mostindien-Express» und die Wagen des Zuges sind seit 2003 nach der Liquidation der Mittel-Thurgau-Bahn im Eigentum des Vereins Historische Mittel-Thurgau-Bahn mit Sitz in Weinfelden, der auch den «Thurgauer Zug» betreibt, und sind in der Bahnerlebnis-Welt Locorama in Romanshorn ein- und ausgestellt. Der Verein veranstaltet regelmässig öffentliche Publikums- und Ausflugsfahrten und steht für Charterfahrten mit eingespieltem Cateringkonzept im Raum Ostschweiz zur Verfügung.

## Einsätze heute
Der Dampfzug ist regelmässig in den Monaten Mai bis Oktober am jeweils letzten Sonntag des Monats auf der Seelinie (Romanshorn-Kreuzlingen-Romanshorn vormittags, Romanshorn-Rorschach nachmittags) auf den öffentlich zugänglichen Publikumsfahrten («Uferdampf-Fahrten») unterwegs. Der Zug bzw. Teile davon kann für Charterfahrten gemietet werden und ist auch immer wieder auf Fahrten anzutreffen, den der Verein öffentlich ausschreibt.